# Ústav pro studium totalitních režimů
Das Ústav pro studium totalitních režimů, abgekürzt ÚSTR, deutsch Institut für das Studium totalitärer Regime, ist eine staatliche Organisation in der Tschechischen Republik, die sich mit der wissenschaftlichen Untersuchung und Aufklärung über die Ära der nationalsozialistischen und der kommunistischen Herrschaft in der Tschechoslowakei auseinandersetzt. Das Institut wurde errichtet mit dem Gesetz 181/2007 vom 1. August 2007 nach etwa zweijähriger Vorbereitungszeit.

## Aufgaben
Der Arbeitsname in der Vorbereitungsphase war „Institut des nationalen Gedächtnisses“, in Medien auch „Institut für das Studium der Vergangenheit“ genannt. Im Mittelpunkt der Tätigkeit steht die Untersuchung der totalitären nationalsozialistischen und kommunistischen Herrschaft in der Tschechoslowakei von 1938 bis 1945 sowie von 1948 bis 1989. Der freie Zugang zu den entsprechenden Archiven ist geeignet, die eigene Geschichte zu verzeichnen und zu manipulieren. Der Aufgabenbereich ist sichtlich breiter gefasst als beim Úřad dokumentace a vyšetřování zločinů komunismu (Behörde für Dokumentation und Untersuchung der Verbrechen des Kommunismus).

### Projekte
Mit dem Gesetz 181/2007 Sb. wurde neben dem Institut auch das dem Institut untergeordnete Archiv bezpečnostních složek (Archiv der Sicherheitsdienste) errichtet, das sich mit der Archivierung und Dokumentation der Tätigkeit diverser Sicherheitseinrichtungen des ehemaligen kommunistischen Regimes beschäftigt.
Daneben betreibt das Institut zahlreiche Projekte, unter anderem:
- „Třídní justice“ 1948–1960 („Die Klassenjustiz“ 1948–1960) über die Rolle der Justiz bei der Etablierung der kommunistischen Herrschaft[4]
- Dokumentace popravených z politických důvodů 1948–1989 (Dokumentation über die aus politischen Gründen hingerichteten Personen 1948–1989) über die Hingerichteten in Schauprozessen, wo insbesondere das Gesetz 231/1948 angewendet wurde[5]
- Projekt 1989 über die sog. Samtene Revolution von 1989[6]
- Internetportal Paměť národa (Gedächtnis der Nation), ein Gemeinschaftsprojekt zusammen mit dem tschechischen Rundfunksender Český rozhlas und der Vereinigung Post Bellum[7]

Daneben gibt es auch andere Projekte, welche zur Aufarbeitung der Vergangenheit beitragen, beispielsweise das Portal Totalita.cz, mit denen ÚSTR zusammenarbeitet.

### Veröffentlichungen
Das Institut gibt seit 2007 regelmäßig die Vierteljahreszeitschrift Paměť a dějiny (PD), deutsch Das Gedächtnis und die Vergangenheit, heraus, welche die Öffentlichkeit über die Ergebnisse der Tätigkeit des Instituts informiert.
Daneben publiziert das Institut eine Vielzahl von Monographien, Sammelbänden und Dokumentationen, darunter auch einige in englischer Sprache.

## Struktur

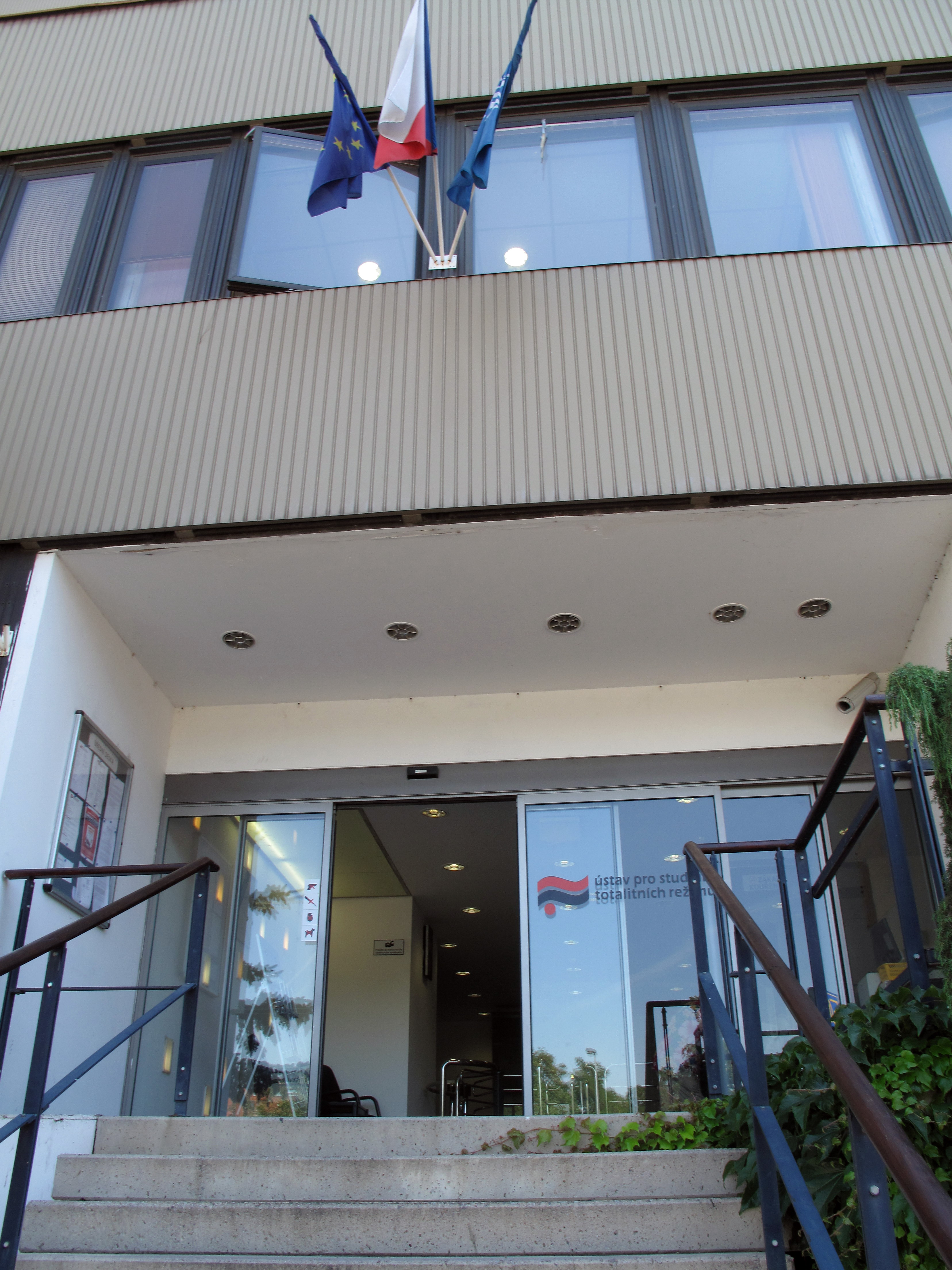
Sitz des Instituts in der Siwiecova-Straße

Das Institut entstand aufgrund des Gesetzes 181/2007 zum 1. August 2007. Die Arbeit wurde am 1. Februar 2008 aufgenommen.
Das höchste Organ des Instituts ist der Rat, das aus sieben Mitgliedern besteht, die vom Senat des Parlaments gewählt werden.
Der Rat wählt einen Direktor des Instituts. Die Direktoren waren:
- Pavel Žáček  – vom 1. Januar 2010 bis 31. März 2010
- Jiří Pernes  – vom 1. April 2010 bis 13. Mai 2010
- Zdeněk Hazdra – vom 14. Mai 2010 bis 15. August 2010 (provisorisch benannt)
- Daniel Herman – vom 16. Mai 2010 bis 4. April 2013
- Pavla Foglová – vom 11. April 2013 bis 30. April 2014
- Zdeněk Hazdra – ab 1. Mai 2014

Der Vorsitz des Rates des Instituts wird durch Wahl bestimmt. Die erste Vorsitzende wurde Naděžda Kavalírová, ihr Stellvertreter wurde der ehemalige Dissident und spätere Ökologieminister Ivan Dejmal; nach dessen Tod ist es die ehemalige Dissidentin Petruška Šustrová geworden.
Dem Rat des Instituts und dem Direktor steht als Beratungs- und Fachorgan der Wissenschaftliche Rat des Instituts zur Verfügung, der am 7. Juli 2008 gewählt wurde und aus 14 Mitgliedern besteht.
Der Hauptsitz ist in Prag in der Siwiecova-Straße; die Straße hieß früher Havelkova, benannt nach dem kommunistischen Funktionär Václav Havelka, und wurde aus gegebenem Anlass nach dem polnischen Philosophen Ryszard Siwiec umbenannt, der sich bei einer Großveranstaltung in Warschau 1968 aus Protest gegen die Invasion des Warschauer Paktes verbrannte.

## Ähnliche Einrichtungen
- Instytut Pamięci Narodowej (IPN, Institut für Nationales Gedenken), eine polnische staatliche Einrichtung
- Ústav pamäti národa (Institut für Nationales Gedenken), eine slowakische staatliche Einrichtung
- Úřad dokumentace a vyšetřování zločinů komunismu (ÚDV, deutsch Behörde für Dokumentation und Untersuchung der Verbrechen des Kommunismus), eine Einrichtung des Innenministeriums der Tschechischen Republik
- Bundesbeauftragter für die Stasi-Unterlagen (Behörde des Bundesbeauftragten für die Unterlagen des Staatssicherheitsdienstes der ehemaligen Deutschen Demokratischen Republik (BStU)), auch Gauck-, Birthler- bzw. Jahn-Behörde genannt